# Jagdgeschwader 400

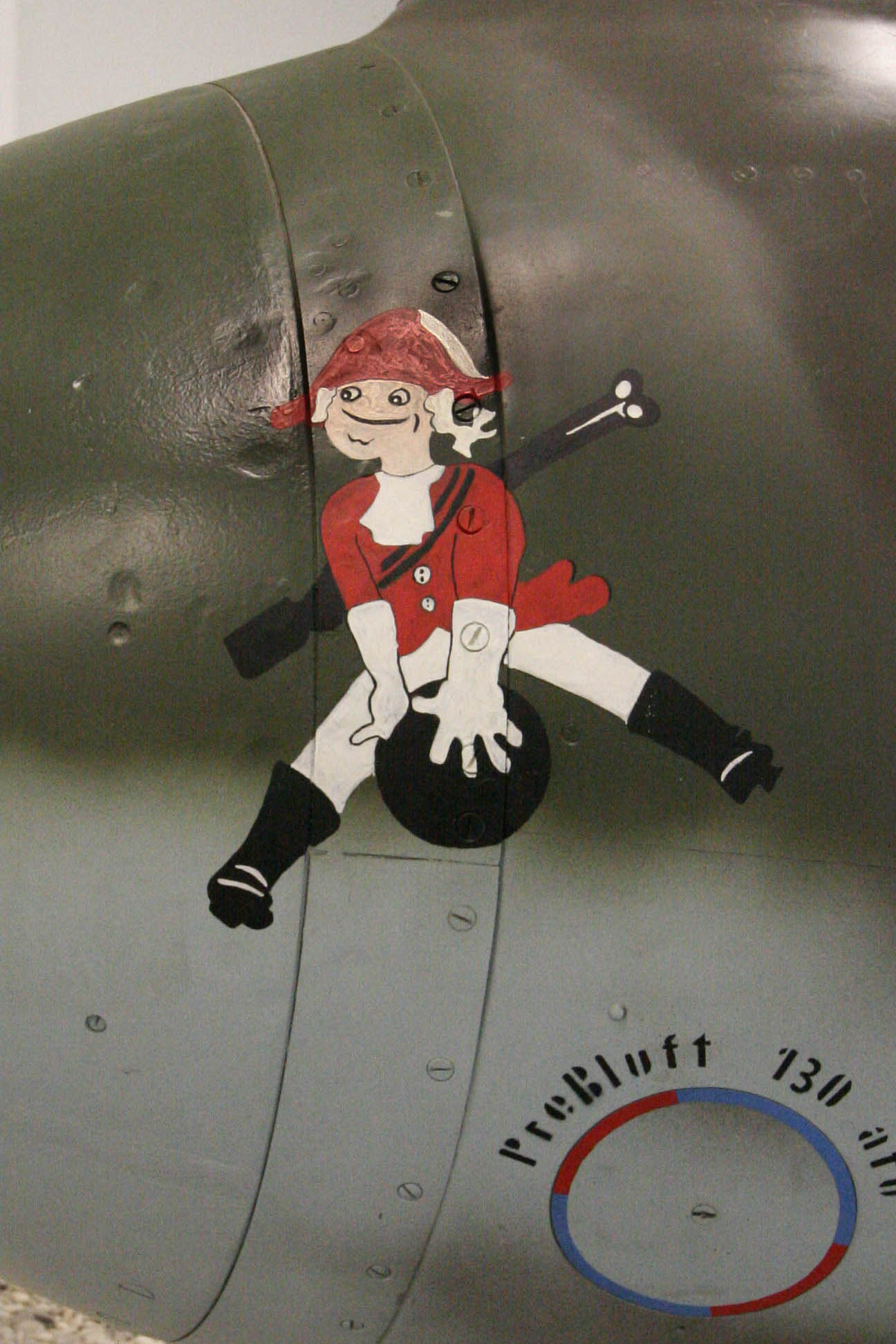
Емблема 400-ї винищувальної ескадри: барон Мюнхгаузен на гарматному ядрі у польоті

400-та винищувальна ескадра (нім. Jagdgeschwader 400 (JG 400) — винищувальна ескадра Люфтваффе, що перебувала у складі повітряних сил вермахту за часів Другої світової війни.
JG 400 була сформована 1 лютого 1944 року в Брандісі, призначена виключно для ракетного винищувача Me 163, як єдине військове авіаційне формування будь-якого розміру в історії, яке активно використовувало бойові літаки з ракетними двигунами у воєнний час.

## Історія формування
6 серпня 1944 року реактивні винищувачі Me 163B-1 ескадри вперше злетіли для участі у повітряному бою; два Me 163, як було заявлено, збили три винищувачі P-51 «Мустанг» 352-ї винищувальної групи. 16 серпня 1944 року JG 400 вперше перехопила формування бомбардувальників Boeing B-17 Flying Fortress. 24 серпня 1944 року кілька B-17 були атаковані, причому льотчик Зігфред Шуберт заявив про два збиті B-17 (ще один був збитий іншими пілотами). Його напарник також збив B-17. Один реактивний «Комет» був збитий стрільцями бомбардувальників.
11 вересня сім літаків ескадри атакували формування американських бомбардувальників і заявили про три збиті B-17. 7 жовтня було заявлено про два B-17, але ще два «Комети» було втрачено. До 24 вересня JG 400 мала в строю одинадцять справних Me 163, але їй не вистачало кваліфікованих пілотів для їх керування. «Комети» літали п'ять днів протягом місяця, але найбільша кількість задіяних ракетних винищувачів була 28 вересня, коли було задіяно дев'ять. У тому ж місяці два основні заводи, що виробляють леткі паливні матеріали, були серйозно пошкоджені під час бомбардувань, і нестача палива, що виникла в результаті, завадила JG 400 функціонувати до кінця війни.
Хоча німецька промисловість випустила понад 300 Me 163 (включаючи кілька Me 163C зі збільшеним запасом палива), до кінця війни JG 400 здобула лише 9 підтверджених повітряних перемог, оскільки 14 «Кометів» було втрачено з усіх причин (переважно катастрофи та нещасні випадки).
I./JG 400 була розформована в Брандісі у квітні 1945 року, а II. група — у Гузумі.

## Командування

### Командири JG 400
- майор Вольфганг Шпете (1 лютого 1944 — 7 березня 1945)

1-ша група (I./JG 400)
- гауптман Роберт Олійник (квітень 1944);
- гауптман Вільгельм Фулда (нім. Wilhelm Fulda) (25 листопада 1944 — 19 квітня 1945);

2-га група (II./JG 400)
- гауптман Рудольф Опіц (нім. Rudolf Opitz) (1 лютого 1944 — 7 березня 1945);

3-тя група (III./JG 400)
- оберлейтенант Франц Медікус (нім. Franz Medicus) (21 липня — 13 жовтня 1944).

## Основні райони базування 400-ї винищувальної ескадри

### Основні райони базування штабу JG 400
| Час                          | Місто   | Підпорядкування           | Основний літак |
| ---------------------------- | ------- | ------------------------- | -------------- |
| грудень 1944 — березень 1945 | Брандіс | 1-ша винищувальна дивізія | Me 163         |

### Основні райони базування штабу I./JG 400
| Час                         | Місто         | Підпорядкування           | Основний літак |
| --------------------------- | ------------- | ------------------------- | -------------- |
| квітень — червень 1944      | Віттмундгафен | 2-га винищувальна дивізія | —              |
| червень — серпень 1944      | Венло         | 3-тя винищувальна дивізія | Me 163         |
| серпень 1944 — квітень 1945 | Брандіс       | 1-ша винищувальна дивізія | Me 163         |

### Основні райони базування штабу II./JG 400
| Час                       | Місто       | Підпорядкування           | Основний літак |
| ------------------------- | ----------- | ------------------------- | -------------- |
| листопад — грудень 1944   | Штаргард    | 1-ша винищувальна дивізія | Me 163         |
| грудень 1944 — лютий 1945 | Брандіс     | 1-ша винищувальна дивізія | Me 163         |
| лютий — квітень 1945      | Зальцведель | 1-ша винищувальна дивізія | Me 163         |
| квітень — травень 1945    | Нордгольц   | 1-ша винищувальна дивізія | Me 163         |
| травень 1945              | Гузум       | 2-га винищувальна дивізія | Me 163         |

### Основні райони базування штабу III./JG 400
| Час                           | Місто     | Підпорядкування           | Основний літак |
| ----------------------------- | --------- | ------------------------- | -------------- |
| 21 липня — вересень 1944      | Брандіс   | —                         | Me 163         |
| вересень 1944 — березень 1945 | Удетфельд | 8-ма винищувальна дивізія | Me 163         |